# Helmut Josef Schilhabel
Helmut Josef Schilhabel (* 1896 in Burgstadt bei Posen; † 1972 in Hamburg) war ein deutscher Maler des Spätimpressionismus.

## Leben
Schilhabel studierte von 1915 bis 1916 an der Düsseldorfer Kunstakademie bei Fritz Roeber, der von 1908 bis 1924 Direktor und Nachfolger von Johann Peter Theodor Janssen war. Er war Kriegsteilnehmer im Ersten Weltkrieg und wurde in Düsseldorf nach Kriegsende 1918 sesshaft. Während des Zweiten Weltkrieges diente er als Sanitäter bei der Marine auf dem Hilfskreuzer Pinguin.
Helmut Josef Schilhabel blieb zeitlebens der französischen impressionistischen Malerei und der flämischen Landschaftsmalerei stilistisch verbunden und schuf Landschaftsbilder und Flussstücke in Freilichtmaltechnik in Ölfarben auf Karton oder Leinen.
Seine Arbeiten sind nicht datiert und passen sich nicht den wechselnden Kunststilen an. Seine kleinformatigen Landschafts-, Fluss- und Seestücke wurden mit verwischtem Duktus in braunen, erdigen Tonfarben gehalten und zitieren technisch und stilistisch die Landschaftsbilder des flämischen Malers Jan van Goyen. Bekannt wurde er durch seine norddeutschen Landschaftsbilder.
Nach seinem Tod 1972 geriet er zunächst in Vergessenheit, doch tauchen ab 2004 wieder vermehrt seine Arbeiten bei Versteigerungen auf.

## Werkverzeichnis (unvollständig)
- Schäferei mit Herde an der Tränke
- Uferlandschaft mit Kahn
- Norddeutsche Landschaft mit Reiter und Figurenstaffage
- Landschaft mit ratendem Pferdefuhrwerk in Ackerlandschaft
- Landschaft mit Feldarbeiter
- Landschaft mit Bauer
- Seelandschaft mit Entenjäger
- Am Strand eines holländischen Fischerortes
- Norddeutsche Knicklandschaft
- Abendstimmung – Landschaft mit Angler
- Waldbauer mit Pferdefuhrwerk
- Dorfkirche
- Heidelandschaft (mit Schafen)

## Werke in Kunstsammlungen (unvollständig)
- Kunsthalle Hamburg
- Museum Schleswig Schloss Gottorf